# Aspasia
Genre
Classification phylogénétique
Aspasia est un genre de la famille des Orchidaceae.

## Étymologie
Le nom du genre est celui d'Aspasie, compagne de Péricles.

## Répartition
Amérique centrale jusqu'en Équateur et Brésil.

## Liste partielle d'espèces
- Aspasia epidendroides
- Aspasia lunata
- Aspasia omissa
- Aspasia principissa
- Aspasia psittacina
- Aspasia silvana
- Aspasia variegata